# 布登布洛克之屋

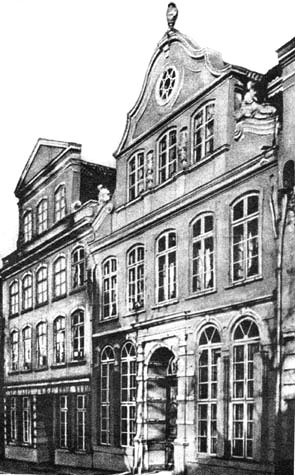
布登布洛克之屋, 1870

布登布洛克之屋位於德國呂贝克，1989年起為布登布洛克之屋發展協會所在地。
1993年年起，這棟建築物當作曼家族（Familie Mann）住宅前身，作為托瑪斯·曼（Thomas Mann）與亨利·曼（Heinrich Mann）兩兄弟之紀念與研究場所。原則上一樓作為托瑪斯·曼與他家庭的博物館，如同布登布洛克斯（Buddenbrooks）為名的小說一樣，記載了呂貝克地區貴族家庭生活之衰亡；其二樓為托瑪斯·曼接受諾貝爾文學獎之地。